# 청년마케터
청년마케터는 청년들을 대상으로 강연회 등을 하는 대한민국의 단체이다.